# Peix cirurgià blau del Carib

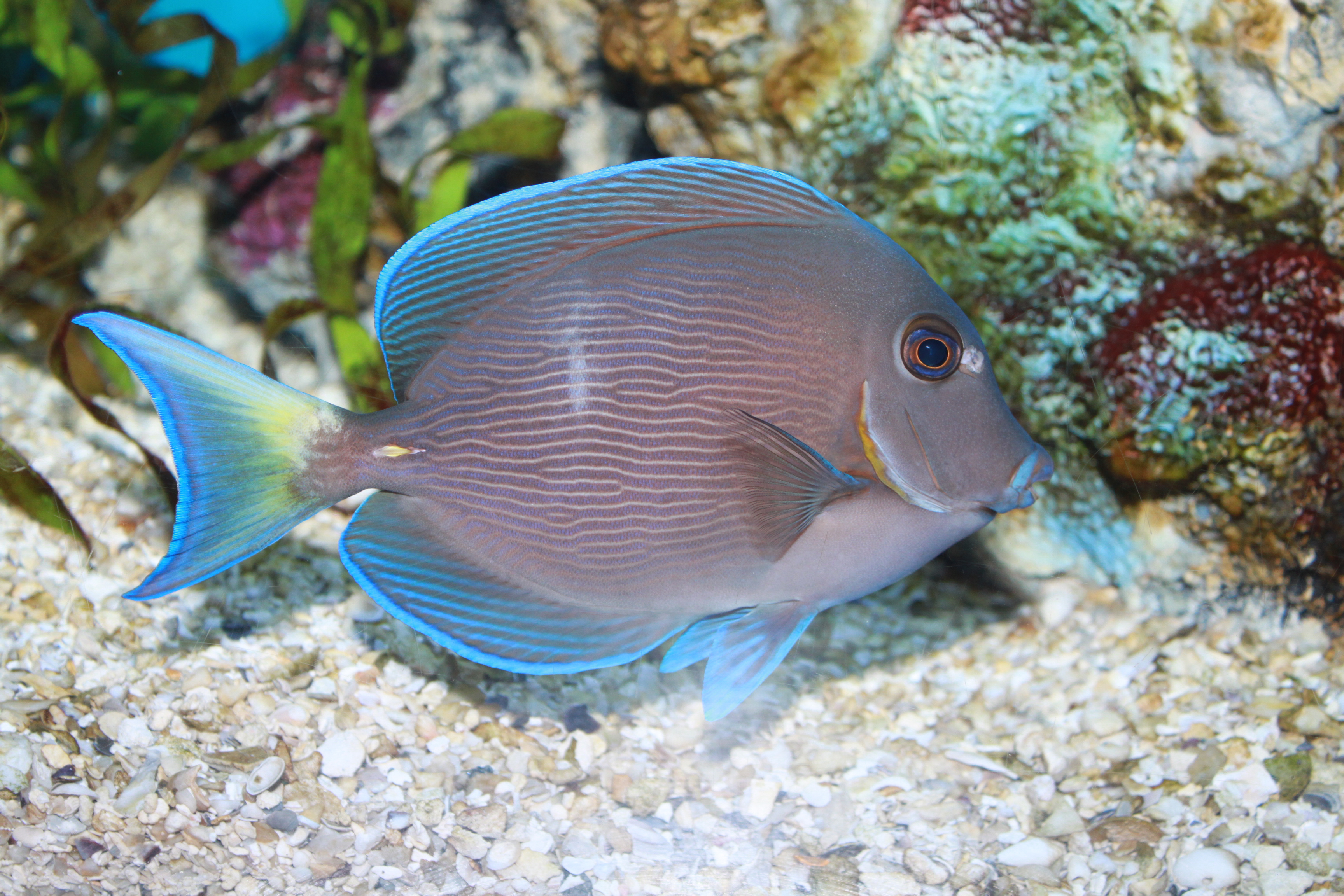
Vista lateral

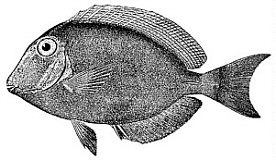
Dibuix de 1902

El peix cirurgià blau del Carib (Acanthurus coeruleus) és una espècie de peix pertanyent a la família dels acantúrids.

## Descripció
- Pot arribar a fer 39 cm de llargària màxima (normalment, en fa 25).
- 9 espines i 26-28 radis tous a l'aleta dorsal i 3 espines i 24-26 radis tous a l'anal.
- Té espines que poden infligir ferides doloroses.[3][4][5]

## Alimentació
Menja algues.

## Depredadors
És depredat per la tonyina d'aleta groga (Thunnus albacares), Mycteroperca tigris i Caranx ruber.

## Hàbitat
És un peix marí, associat als esculls i de clima tropical (24 °C-26 °C; 42°N-15°S, 100°W-4°W) que viu entre 2 i 40 m de fondària (normalment, entre 2 i 18).

## Distribució geogràfica
Es troba a l'Atlàntic occidental (des de Nova York i Bermuda fins al golf de Mèxic i el Brasil) i l'Atlàntic oriental (l'illa de l'Ascensió).

## Costums
És principalment diürn.

## Ús comercial
Es comercialitza fresc.